# Svart jätteekorre
Svart jätteekorre (Ratufa bicolor) är en däggdjursart som först beskrevs av Anders Sparrman 1778.  Ratufa bicolor ingår i släktet jätteekorrar och familjen ekorrar. IUCN kategoriserar arten globalt som nära hotad.
Inga underarter finns listade i Catalogue of Life. Wilson & Reeder (2005) skiljer mellan 10 underarter.

## Utseende
Arten når en absolut längd av 80 cm (inklusive svans) och väger cirka 1,5 kg. Den har huvudsakligen svart päls. Kännetecknande är ett ljusbrunt område på bröstet och på angränsande delar av halsen, kinderna och övre frambenen. Ibland kan även en smal strimma på bålens sidor och svansens spets vara ljusbrun. Svart jätteekorre håller svansen inte böjd över kroppen som flera andra ekorrar utan den fortsätter nästan rak bakåt.

## Utbredning och habitat
Denna jätteekorre förekommer i sydöstra Asien från nordöstra Indien (Assam) och Bhutan över Myanmar och sydöstra Kina till Hainan och Java. Kanske finns djuret även i östra Nepal. Arten vistas i kulliga områden och i upp till 2500 meter höga bergstrakter. Habitatet utgörs av fuktiga städsegröna skogar och torra lövfällande skogar.

## Ekologi
Liksom andra ekorrar som lever i träd är svart jätteekorre aktiv på dagen och den håller ingen vinterdvala. Arten bygger ett näste uppe i trädet. Den lever vanligen ensam. Bara i samband med fortplantningen förekommer par eller mindre grupper. Arten äter frukter, nötter och andra växtdelar.
Svart jätteekorre har två parningstider, en mellan mars och april och den andra mellan juli och augusti. Honan parar sig med flera hanar under parningstiden. Därför kan tvillingar ha olika fäder. Vid en eller vid båda parningstider har honan en kull med en eller två ungar. Dräktigheten varar ungefär en månad och de nyfödda ungarna diar sin mor cirka 5 veckor. Med människans vård kan arten leva 18 år.